# Perrott Lyon Timlock & Kesa
Perrott Lyon Timlock & Kesa – australijskie biuro architektoniczne. W 1973 roku zdobyło Victorian Architecture Medal Award of Merit za budynek MMBW House.

## Budynki
- E.W. Tilley Building, Melbourne, 1935–1947
- Australia Hotel, Melbourne, 1939
- Southern Cross Hotel, Melbourne 1960–1962
- Gas & Fuel Towers, Melbourne, 1967
- Melbourne Central Station
- Nauru House, Melbourne, 1972-1977
- Melbourne and Metropolitan Board of Works (MMBW House), Melbourne, 1976
- Telstra Tower, Canberra